# Jean-Daniel Vinson
Jean-Daniel Louis Georges Vinson (Parigi, 6 novembre 1938 – Faverolles, 17 marzo 2021) è stato un cestista francese.

## Carriera
Con la Francia ha disputato i Campionati del mondo del 1963.